# Lukanka
Lukanka (în bulgară: луканка) este un salam bulgăresc (uneori picant) unic și specific pentru bucătăria bulgară. Este similar cu sujuk, salamul turcesc, dar adesea mai puternic aromat. Lukanka este semi-uscată, are o formă cilindrică aplatizată și interioară roșie maronie într-o piele care este în mod normal acoperită cu o ciupercă albă. Amestecul de bucăți mici de carne și grăsimi conferă interiorului o structură granulată.
În mod tradițional, salamul lukanka este fabricat din carne de porc, carne de vită și mirodenii (piper negru, chimen, sare), tocată și umplută într-o lungime de intestin de vacă uscată ca o carcasă. După umplere, salamul cilindric este agățat să se usuce timp de aproximativ 40 până la 50 de zile într-o locație bine ventilată. În procesul de uscare, salamul este presat pentru a-și dobândi forma plată tipică. Lukanka este de obicei fin tăiată și servită la rece ca un aperitiv sau un starter.
Calitățile gustului lukanka depind de caracteristicile naturale ale regiunii în care sunt produse și sunt formate sub influența microflorei tipice a mediului geografic local. Există mai multe regiuni din Bulgaria bine cunoscute pentru producția de lukanka. Cele mai multe dintre acestea se află în centrul Bulgariei, la poalele munților Balcani, în special regiunile Smyadovo, Panagyurishte și Karlovo. "Karlovska lukanka" este un nume protejat la nivel local de către oficiul de brevete al Republicii Bulgaria pentru lukanka din regiunea Karlovo. "Lukanka panagyurska" din Panagyurishte a obținut o denominație cu specialități tradiționale garantate la nivel european (TGI).